# Bohinjska Bistrica

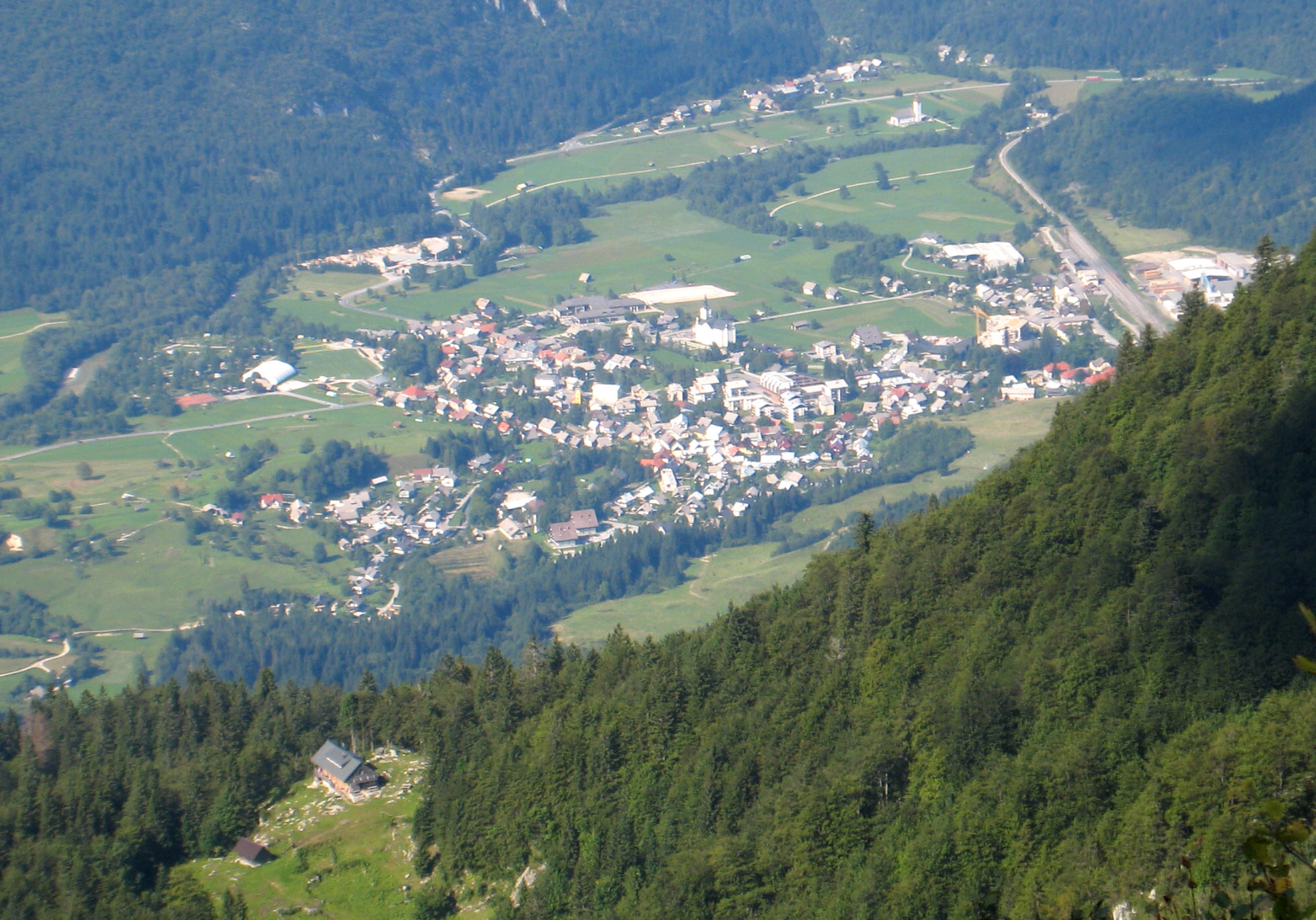
Bohinjska Bistrica

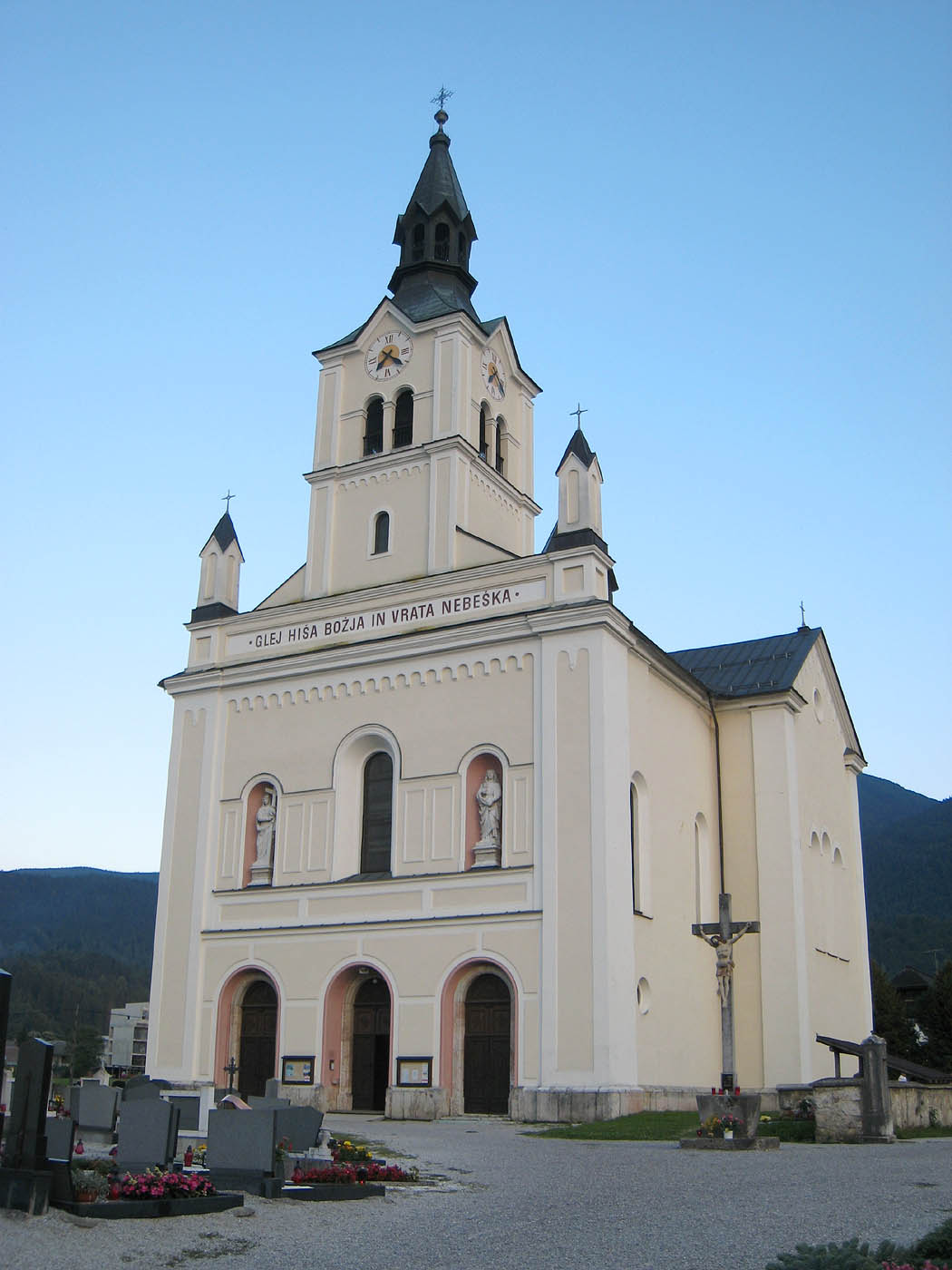
Bohinjska Bistrica kerk

Bohinjska Bistrica (Duits: Wochein Feistritz) is het grootste dorp dat behoort bij Bohinj gelegen in het noordwesten van Slovenië. De plaats telde 1.767 inwoners op 1 januari 2020.
Het dorp ligt in de vallei tussen de rivier Sava Bohinjka en de bergen Dobrava en Ajdovski gradec. Dichtbij liggen de stromen Bistrica en Belica. Het is een belangrijk vertrekpunt voor tochten naar Črna prst, Komna en Ratitovec. In Kobla is het mogelijk om te skiën. In Bohinjska Bistrica is een stop van de stoomtrein tussen Jesenice en Nova Gorica. Ook is er een autotrein van Bohinjska Bistrica via Podbrdo naar Most na Soči.